# Processidae
Processidae é uma família de crustáceos decápodes da infraordem Caridea (camarões), que inclui 65 espécies repartidas por 5 géneros. A família é o único táxon da superfamília monotípica Processoidea.

## Descrição
Os membros da família Processidae são pequenos camarões noturnos, a maioria com distribuição natural em águas marinhas pouco profundas das regiões temperada e subtropical, sendo frequentes nas pradarias marinhas.
O primeiro par de pereópodes é geralmente assimétrico, com uma quela (pinça) apenas num dos lados, mas não no outro. O género Ambidexter é uma excepção a esta regra. O rostrum é geralmente uma simples projecção da parte frontal da carapaça, com dois dentes, um no seu extremo e outro ligeiramente atrás.